# Dichromanthus
Dichromanthus es un género de orquídeas de hábito terrestre, segregado del género Stenorrhynchos. Tiene 4 especies. Se encuentra desde Texas a Guatemala.

## Taxonomía
El género Dichromanthus fue descrito en 1982 por Leslie A. Garay, sobre un basónimo de Juan José Martínez de Lexarza, en Botanical Museum Leaflets 28(4): 314.

### Etimología
Dichromanthus: nombre genérico neolatino de origen griego, que significa "flor bicolor"

### Especies
A continuación se brinda un listado de las especies del género Dichromanthus, ordenadas alfabéticamente. Para cada una se indica el nombre binomial seguido del autor, abreviado según las convenciones y usos y la publicación válida.
1. Dichromanthus aurantiacus (Lex.) Salazar & Soto Arenas, Lindleyana 17: 173 (2002)
2. Dichromanthus cinnabarinus (Lex.) Garay, Bot. Mus. Leafl. 28: 314 (1980 publ. 1982)
3. Dichromanthus michuacanus (Lex.) Salazar & Soto Arenas, Lindleyana 17: 173 (2002)
4. Dichromanthus yucundaa Salazar & García-Mend., Rev. Mex. Biodivers. 80: 24 (2009)

### Sinonimia
- Cutsis Burns-Bal. (1982)